# Gamesplanet
Gamesplanet est une plate-forme de téléchargement légal de jeux vidéo créée par la société Metaboli en mars 2007. Disponible notamment en France, en Allemagne et au Royaume-Uni, le site Gamesplanet.com permet aux joueurs d’acheter et de télécharger tout un catalogue de jeux vidéo pour Mac, Windows et Linux.

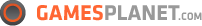
Ancien logo (2007-2020)

## Description
La plupart des acteurs du jeu vidéo travaillent avec Gamesplanet, aussi bien des éditeurs de blockbusters comme Activision, Ubisoft et Electronic Arts que des éditeurs indépendants comme Focus Home Interactive, Kalypso, Paradox Interactive ou Nordic Games.
Gamesplanet dispose également de nombreux partenaires, notamment Jeuxvideo.com et Canard PC en France, ou Computer Bild en Allemagne.
En 2012, Gamesplanet s'essaie au financement participatif avec le lancement de GamesPlanet Lab, un portail européen de financement participatif dédié entièrement aux jeux vidéo, développé en partenariat avec Ulule. Les joueurs ont la possibilité de soutenir des projets de jeux vidéo sélectionnés et de recevoir en contrepartie des récompenses exclusives,,,. Le premier jeu développé grâce au soutien de GamesPlanet Lab et des joueurs est MagRunner de 3am Games.
Gamesplanet est une plateforme de distribution numérique française proposant :
- des jeux officiels (activables sur Steam, Uplay, GoG, Rockstar Social Club, Origin...), issus de contrat de distribution direct avec les éditeurs ;
- garantissant tous les bonus, fonctionnalités de pré téléchargement, accès aux betas tels que proposés par les ayants droit ;
- un service client en français, 7 jours sur 7 à partir d'une équipe d'experts locaux ;
- une plateforme communautaire permettant à chaque client de remonter ses observations et de partager du contenu directement sur le portail.